# Anh Sơn, Hoàng Cương
Anh Sơn (chữ Hán giản thể: 英山县, Hán Việt: Anh Sơn huyện) là một huyện thuộc địa cấp thị Hoàng Cương, tỉnh Hồ Bắc, Cộng hòa Nhân dân Trung Hoa. Huyện này có diện tích 1449 km2, dân số năm 2004 là 400.000 người. Huyện này có các đơn vị hành chính gồm 8 trấn (Ôn Tuyền, Nam Hà, Hồng Sơn, Kim Gia, Thạch Đầu Chủy, Thảo Bàn Địa, Lôi Gia Điếm, Dương Liễu Loan) và 3 hương (Phương Gia, Khổng Gia, Đào Gia Hà).